# Lady Dane Figueroa Edidi
Lady Dane Figueroa Edidi es una dramaturga, actriz, autora y coreógrafa de Baltimore, Maryland.

## Carrera
Edidi es la primera mujer trans de color nominada al premio Helen Hayes (2016). Fue nominada en las categorías de coreografía, dramaturgia y actuación.
En reconocimiento a su activismo dentro de la comunidad trans de Washington D. C., Dane Figueroa Edidi recibió el Premio Líder Emergente 2015 y fue la ganadora del Premio de Artes Mujeres en el Movimiento 2018 del Proyecto de Historia GLBT. Además, recibió el premio Helen Merrill de dramaturgia en 2021.

## Obras
- For Trans Black Girls…[2]
- Klytmnestra: An Epic Slam Poem[2]